# Rosa Montero
Rosa Montero Gayo (Madrid, 3 de janeiro de 1951) é jornalista e escritora espanhola.

## Biografia
Rosa Montero começou a escrever após ter sofrido de tuberculose em criança (entre os 5 e os 9 anos). Depois de se curar regressou à escola para frequentar o instituto Beatriz Galindo em Madrid.
Com 17 anos entrou na faculdade de filosofia, no entanto, no ano seguinte mudou para a escola de jornalismo (1969).Tem quatro cursos de psicologia da universidade Complutense de Madrid (1969-1972). Em 1970, colaborou com diversos meios informativos.Os seus artigos aparecem de forma habitual em jornais latino-americanos. Já escreveu, e é usual escrever para jornais argentinos (como o Clarín) chilenos (El Mercurio) e já colaborou com redações Alemãs, Francesas e Inglesas (por exemplo, La Montagne e The Guardian). Trabalhou com grupos de teatro independentes como Canon Tában com quem estreou em 1970 a sua obra Castañuela 70.   No entanto, ainda em 1979 publicou seu primeiro romance Crónica del desamor. Escreveu 27 livros desde então. Detentora de uma consagrada carreira jornalística, trabalhando no jornal El País desde 1977 no qual foi redatora chefe de 1980-1981, tem vindo a realizar entrevistas célebres, ao longo da sua vida já fez mais de duas mil entrevistas e a sua técnica como entrevistadora é estudada nas universidades espanholas e latino-americanas. Os seus artigos são usados regularmente no ensino secundário e aparecem em provas nacionais. Também são usadas no estrangeiro como demonstra o Prémio AFDE (que recebeu em 2012 na França) pela utilização da sua obra no ensino de espanhol em França.
Desde que o marido morreu, Rosa Montero passa alguns meses por ano num condomínio em Cascais, Portugal.
Foi professora convidada em universidades Americanas, onde nas quais ensinou escrita criativa e recebeu uma bolsa para dar conferências na Universidade de Belfast no Reino Unido. Ensinou também literatura e jornalismo na escola de Letras e na escola Contemporânea de Humanidades, ambas em Madrid. Tem dado palestras em aberturas de cursos de Pós-graduação e cerimónias em várias universidades, como em Salamanca, Complutense e Carlos III.
Já participou em centenas de Simpósios, conferências e encontros na Europa, América, Ásia e África, desde feiras do livro no México, atividades académicas nas universidades dos EUA, Reino Unido, Alemanha, Itália, França e Egipto. Escreveu guiões, por exemplo, para a séria Media Naranja onde obteve o prémio Martín Fierra, com a melhor produção estrangeira na Argentina. Trabalhou como co-guionista, apresentadora e entrevistadora da série documental argentina “Dictadoras” (2015).
Em 1978 ganhou o prémio mundial de entrevistas, em 1980 o prémio nacional de jornalismo literário e em 2005 o Prémio da associação da imprensa de Madrid para uma vida profissional inteira, entre muitos outros prémios internacionais.
Em Parla, há um Colégio de Educação infantil e primária inaugurado com o seu nome.

## Publicações
Publicou um livro de relatos (o que lhe valeu o Prémio Circulo de Críticos no Chile) e dois ensaios biográficos, assim como contos para crianças e recompilações de entrevistas e artigos. Algumas das suas novelas foram adaptadas ao teatro. Conta ainda com várias curtas-metragens, uma longa-metragem, uma ópera e instalações artísticas em Espanha, países europeus e americanos.
O trabalho de Rosa Montero tem um grande impacto no mundo hispânico internacional. Já se publicaram dez livros centrados na autora, e cerca de sessenta livros colectivos que incluem estudos sobre ela, assim como trinta teses doutorais e cento e vinte trabalhos académicos, publicados em revistas críticas ou atas de congressos na análise das suas obras. Os seus livros são traduzidos em mais de vinte línguas e é ainda Doutora Honoris Causa pela Universidade de Porto Rico.
No Brasil, oito de seus livros foram publicados: Paixões, Histórias de Mulheres e Muitas Coisas que Perguntei e Algumas que Disse (todos de não-ficção), A Louca da casa, História do Rei Transparente, A Filha do Canibal , Instruções para Salvar o Mundo e Lágrimas na Chuva (romances).

## Obras
- España para ti para siempre (1976)
- Crónica del desamor (1979)
- La funcíon Delta (1981)
- Doce relatos de mujer (1982)
- Cinco años de país (1982)
- Te trataré como a una reina (1983)
- Amado amo (1988)
- Temblor (1990)
- Bella y oscura (1993)
- El puñal en la garganta (1994)
- La vida desnuda (1994)
- Histórias de mulheres - no original Historias de mujeres (1995)
- Entrevistas (1996)
- La hija del caníbal (1997)
- Las madres no lloran en Disneylandia (1998)
- Amantes y enemigos (1998)
- Paixões (1999)
- El corazón del Tártaro (2001)
- Cuentos del mar (2001)
- Estampas bostonianas y otros viajes (2002)
- A louca da casa - no original La loca de la casa (2003)
- História do Rei Transparente - no original Historia del Rey Transparente (2005)
- Instruções para Salvar o Mundo (2008)
- Lágrimas na chuva - no original Lagrimas en La Lluvia (2011)
- A ridícula ideia de não voltar a ver-te - no original La ridícula idea de no volver a verte (2013)[2]
- O Peso do Coração - no original El Peso del Corazón (2015)
- La carne (2016)

Infanto-Juvenil
- Las barbaridades de Bárbara (1996)
- El viaje fantástico de Bárbara (1997)
- Bárbara contra el doctor colmillos (1998)
- El nido de los sueños (1991/2004)

## Prémios
Em 2017 foi galardoada com o prémio nacional de Letras concedido pelo ministério da cultura. Também este ano recebeu o Prémio de Trajetória profissional concedido pelo Clube internacional de Prensa e o Prémio internacional de jornalismo Manuel Alcántara da universidade de Málaga
•1978 -            Prémio Mundo de Entrevistas;
•1981 -            Prémio Nacional de Periodismo (categoría de reportajes y artículos literarios);
•1997 -            Prémio Primavera por La hija del caníbal;
•1998 -            Prémio del Círculo de Críticos de Chile a la mejor novela por La hija del caníbal;
•1999 -            Prémio del Círculo de Críticos de Chile por Amantes y enemigos;
•2003 -            Prémio Qué Leer a la mejor novela española por La loca de la casa;
•2004 -            Prémio Grinzane Cavour al mejor libro extranjero publicado em Itália por La loca de la casa;
•2005 -            Prémio de la Asociación de la Prensa de Madrid a toda su trayectoria;
•2005 -            Prémio Qué Leer a la mejor novela española por Historia del Rey Transparente;
•2006 -            Prémio Roman Primeur por La loca de la casa;
•2007 -            Prémio Mandarache por Historia del Rey Transparente;
•2010 -            Doutora honoris causa por la Universidad de Puerto Rico, Recinto de Arecibo;
•2011 -            Prémio de los Lectores del Festival de Literaturas Europeas de Cognac por Instrucciones para salvar el mundo;
•2014 -            Prémio Internacional Columnistas del Mundo;
•2014 -            Prémio de la Crítica de Madrid por La ridícula idea de no volver a verte;
•2016 -            Prémio José Luis Sampedro por el conjunto de su obra;
•2017 -            Prémio a la Trayectoria Profesional del Club Internacional de Prensa;
•2017 -            Prémio Internacional de Periodismo Manuel Alcántara de la Universidad de Málaga;
•2017 -            Prémio Nacional de las Letras Españolas; 
•2019 -           Premio Internacional de Periodismo Ciudad de Cáceres

## Influência Mundial
Rosa Montero desempenha um papel ativo na sociedade mundial. As suas obras catapultaram-na para o reconhecimento mundial. As suas técnicas de jornalismo são ensinadas nas universidades espanholas e latino-americanas, pelo seu brilhantismo. De acordo com o Ministério da Educação, Cultura e Desporto de Espanha, "criação de um universo pessoal, cujo tema reflecte seus compromissos vitais e existenciais, classificados como éticos e de esperança" destacam Rosa Montero nos prémios que recebe.
Desde a participação em jornais Argentinos e Chilenos até aos prémios recebidos fora da Espanha enaltecem a autora a nível mundial, tendo o seu trabalho traduzido em mais de vinte línguas.